# 群馬県道109号石倉前橋停車場線

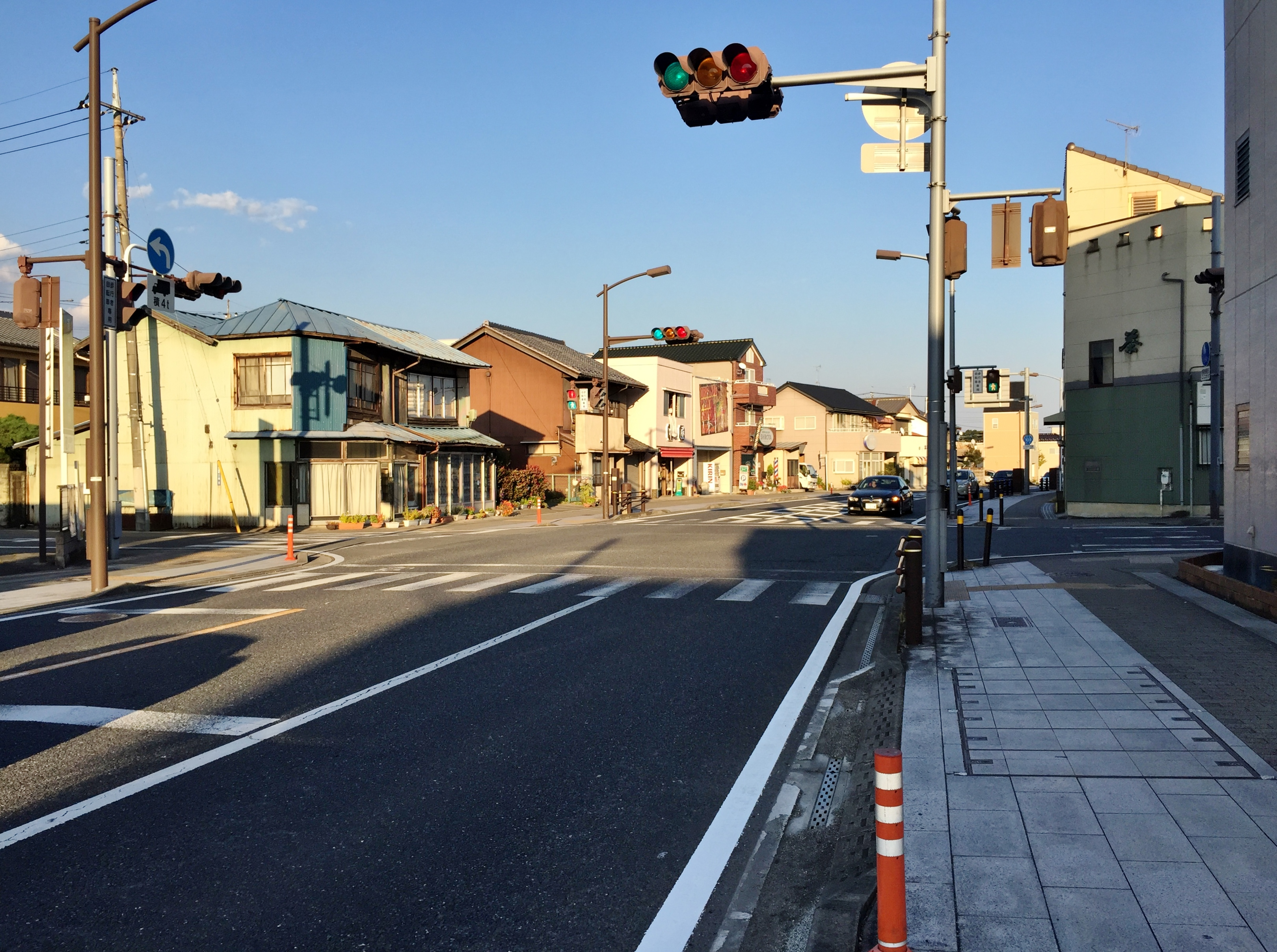
石倉町1丁目（起点、2015年10月）
↑方向が県道109号、↓→方向が県道13号、←方向が市道である。

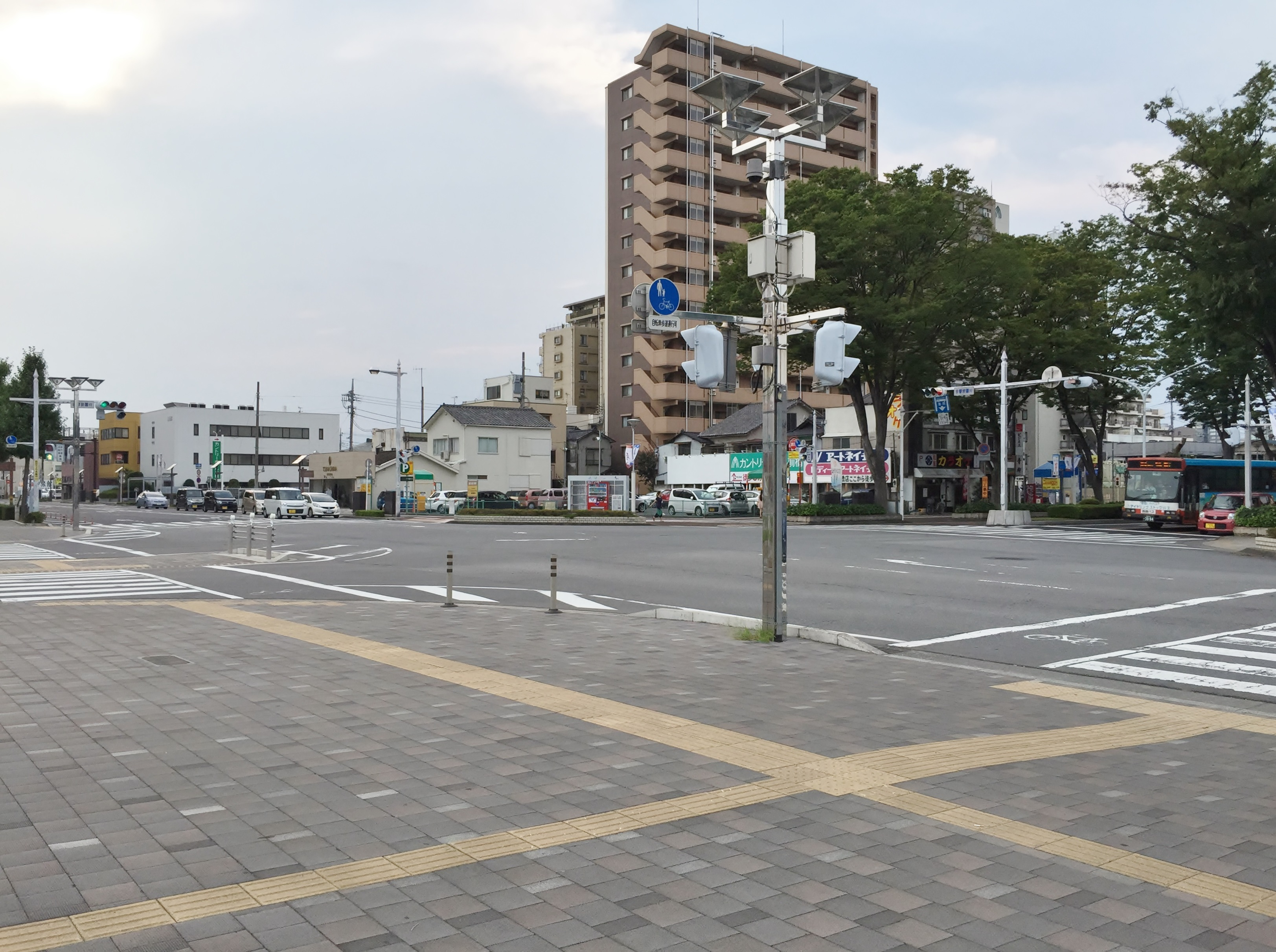
前橋駅前交差点（終点、2015年8月）
県道17号の起点でもある。↖方向が県道109号、↗方向が県道17号、↙方向が前橋駅北口ロータリー、↘方向が市道である。

群馬県道109号石倉前橋停車場線（ぐんまけんどう 109ごう いしくらまえばしていしゃじょうせん）は、群馬県前橋市石倉町から前橋停車場に至る一般県道である。

## 概要
本県道は、前橋市街の石倉町から前橋駅前までの東西を結ぶ全長1.6キロメートル (km) 程の路線である。途中、利根川に架かる利根橋を通過する。

### 路線データ
- 起点 : 群馬県前橋市石倉町一丁目（群馬県道13号前橋長瀞線交点）[注釈 1]
- 終点 : 群馬県前橋市表町二丁目 前橋停車場 （群馬県道17号前橋停車場線交点〈前橋駅前交差点/前橋駅北口〉）[注釈 2]
- 総延長 : 1.5762 km[1]
- 実延長 : 1.5422 km[1]

## 歴史
- 1959年（昭和34年）9月18日：群馬県より現・道路法に基づき、県道石倉前橋停車場線（前橋市石倉町 - 同市 前橋停車場、整理番号168）が路線認定される[2]。
  - 同日、前身路線にあたる県道前橋停車場元総社線（前橋停車場 - 前橋市元総社線、整理番号110）が路線廃止される[3]。

## 路線状況
本県道は全線2車線となっている。常時交通量が多く、起終点付近では朝夕特に渋滞する。
起点から群馬県道13号前橋長瀞線を介して100メートル (m)ほど西進すると、群馬県道12号前橋高崎線の起点である「石倉町一丁目交差点」に至る。終点からは市道を介してそのまま東進すると国道50号に出ることができる。

### 道路施設
- 利根橋（利根川、前橋市石倉町一丁目 - 前橋市紅雲町一丁目）

## 地理

### 通過する自治体
- 群馬県
  - 前橋市

### 交差する道路
- 群馬県道11号前橋玉村線（前橋市表町1丁目）

### 交差する河川
- 利根川（利根橋、前橋市石倉町1丁目 - 紅雲町1丁目）

### 沿線
- 群馬県立前橋女子高等学校（前橋市紅雲町2丁目）
- 前橋市立桃井小学校（前橋市表町1丁目）
- エキータ（前橋市表町2丁目）
- 前橋駅（JR両毛線）（前橋市表町2丁目）